# Oscar Paukas
Oscar Paukas Beramendi (Ica, 21 de julio de 1949) es un pintor peruano.

## Estudios
1970 Escuela Regional de Bellas Artes “Sérvulo Gutiérrez Alarcón”.
1972 -1980 Escuela Nacional Superior Autónoma de Bellas Artes del Perú- Lima.
1989 Centro Internacional de Restauración I.N.C., O.E.A . , Andrés Bello.
1989 I.N.C. – Cusco “ II Forum Regional sobre defensa del Patrimonio Monumental Cultural de la Nación.
1989 I.N.C. Cusco . “El Arte Popular en el Cusco”
1994 ICOM “ Planeamiento y montaje de exposiciones”.
1995 “Casa de las Américas” La Habana Cuba.
1997 I.N.C. – Ancash. II Salón Nacional de Integración Plástica -97”
2001 Sister Cities International Program. Miami Beach.
2004 1º Encuentro Nacional de Artistas Plásticos. Cusco
2005 Colegio de Periodistas de la “Concientización sobre potencial cultural y turístico de Ica
2005 Cámara de Comercio Industria y Turismo de Ica “ Capac-ñan, Arqueología y Turismo en la Región Ica”

## Distinciones
1981 Distinción de Pintura Galería “Forum” Lima.
1980 Gran Premio de Pintura “ Club de la Banca y Comercio” Medalla de oro.Escuela Superior Autónoma de Bellas Artes del Perú( ENSABAP), Promoción Víctor Delfín” Lima.
1992 Dirección Regional de Educación – Ayacucho. Distinción al mérito como Artista Plástico. Resolución Directoral Regional N.º 14 del 3 de julio de 1992
2006 Distinción otorgada por el Gobierno Regional de Ica , la condecoración “ Abraham Valdelomar Pinto” en la Orden de Gran Caballero. Resolución Ejecutiva Regional N.º 436-GORE- ICA / PR.
2006 Medalla de la Ciudad e Hijo Predilecto, otorgado por la Municipalidad de Ica, Resolución del Alcaldía N.º 309 -2006- AMPI

## Experiencia profesional
- Profesor de Dibujo y Pintura. Escuela Superior de Formación
Artística y Pública “Sérvulo Gutiérrez” Ica.
- Profesor de Pintura Galería “Encuentro con el Arte” Ica.
- Profesor de Dibujo y Pintura “Hotel Sheraton” Lima
- Director de la Galería de Arte “Hotel Mossone” I.N.C. Ica.
- Director de Galería de Arte “Paracas”. I.N.C. Ica
- Director de Galería “El Candelabro” C.V. “Las Dunas” I.N.C. Ica
- Director de Galería Salón Cultural “Eliseo Carbajo” I.N.C. Ica.
- Presidente de la Asociación Nacional de Escritores y Artistas Ica.
- Profesor de Artes Plásticas Colegio “San Vicente” Ica.

## Exposiciones individuales
1988 “Paisaje de Ica” C.V. “Las Dunas” I.N.C. Ica.
1988 “Paukas 88” Sociedad Bolivariana de Ica. “Hotel Mossone” I.N.C.
Ica.
1990 “Textura y Color” C.V. “Las Dunas” I.N.C. Ica.
1996 “Ica entre lo Telúrico y lo Ancestral” Club Departamental Ica.
En la ciudad de Lima
2002 “Paukas Tres Dimensiones” Museo Regional “ Adolfo Bermúdez
Jenkins. I.N.C. Ica.
2005 “Ica entre lo Telúrico y lo Ancestral II ” en el frontis “Casa de la Cultura “Abraham Valdelomar” I.N.C. Ica. ( Ley 25041 )

## Exposiciones colectivas
Cuenta con más de 111 Exposiciones Colectivas, dentro y fuera del País.
- Tiene obras en el Museo Regional de Ica.
- “Casa de América” En Madrid (España) - 1994
- Colección de Pinturas Provincia de Tauca (Ancash)
- “Club de la Banca y Comercio” San Isidro- Lima.
- Colección Privada C.V. “Las Dunas” Ica.
- Museo “Guayasamín” Quito. Ecuador.
- I Feria de Arte Latinoamericano “Arte América” . Madrid- España.
- Miami Beach Sister Cities Botanical Garden U.S.A.
- Colegio Médico de Madrid-España.
- ASOCIACIÓN CULTURAL VALENTÍN RUIZ AZNAR. España
- Noche de Arte Museo de la Nación
- Artista Plástico Profesional afiliado a la AIAP UNESCO- Francia.
- III Encuentro de Escuelas de Bellas Artes del Sur – Tacna 2008.